# Psilopa polita
Psilopa polita is een vliegensoort uit de familie van de oevervliegen (Ephydridae). De wetenschappelijke naam van de soort is voor het eerst geldig gepubliceerd in 1835 door Justin Pierre Marie Macquart.